# South Vacherie
South Vacherie est une census-designated place désignée par le Bureau du recensement des États-Unis, située dans la paroisse de Saint-Jacques en Louisiane.

## Historique
À l'époque de la Louisiane française, le lieu était un domaine réservé à l'élevage et à la traite des vaches. Par la suite, cet endroit fut divisé en deux territoires communaux, North Vacherie (Vacherie du Nord) et South Vacherie (Vacherie du Sud).

## Données géographiques
Le territoire communal a une superficie de 40 km2.

## Démographie
| Groupe            | South Vacherie | Louisiane | États-Unis |
| ----------------- | -------------- | --------- | ---------- |
| Blancs            | 64,6           | 62,6      | 72,4       |
| Afro-Américains   | 34,2           | 32,0      | 12,6       |
| Métis             | 0,6            | 1,6       | 2,9        |
| Autres            | 0,6            | 3,8       | 12,1       |
| Total             | 100            | 100       | 100        |
|                   |                |           |            |
| Latino-Américains | 1,3            | 4,3       | 16,7       |

Selon l'American Community Survey, pour la période 2011-2015, 92,71 % de la population âgée de plus de 5 ans déclare parler anglais à la maison, alors que 5,89 % déclare parler le français, 1,20 % un créole français et 0,21 % l'allemand.